# Дарен Аронофски
Дарен Аронофски (енгл. Darren Aronofsky; 12. фебруар 1969) амерички је режисер, сценариста и продуцент. Његови филмови су примећени за надреалне, мелодраматичне и често узнемирујуће елементе, често у облику психолошке фикције.

## Биографија
Аронофски је студирао филмску и социјалну антропологију на Харварду пре него што је студирао режију на конзерваторију АФИ. Освојио је неколико награда за филм након што је завршио филм Supermarket Sweep, који је постао национални финалиста студентске академије. Године 1997. основао је филмску и ТВ продукцијску компанију Протозоа слике. Његов играни филмски деби, надреалистички психолошки трилер Пи (1998), произведен је за 60.000 долара, док је зарадио преко 3 милиона долара. Аронофски је за овај филм освојио награду на Санденс фестивалу за најбољу режију. Следећи филм, Реквијем за снове (2000) донео му је снажне позитивне критике и номинацију за Оскара, за перформанс главне глумице, Елен Берстин.
Након што је написао сценарио за хорор филм Испод (2002), Аронофски је објавио свој трећи филм, романтично-фантастични филм Фонтана (2006). Филмови су добили мешовите рецензије и нису добро прошли на благајни. Његов следећи филм, спортска драма Рвач, био је номинован за Оскара. Године 2010. Аронофски је снимио филм Црни лабуд, који му је донео много признања и пет номинација Академије, укључујући за најбољи филм и за најбољег режисера. Његов шести играни филм, библијски инспирисан, Ноје (2014) добио је мешовите рецензије критичара и публике. Последњи филмови Аронофског, Мајка! (2017) и Кит (2022) изазвали су многе дискусије и добили многа признања и позитивне критике.

## Филмографија

### Дугометражни филмови
| Година | Наслов            | Режисер | Сценариста | Продуцент |
| ------ | ----------------- | ------- | ---------- | --------- |
| 1998   | Пи                | Да      | Да         | Не        |
| 2000   | Реквијем за снове | Да      | Да         | Не        |
| 2006   | Фонтана           | Да      | Да         | Не        |
| 2008   | Рвач              | Да      | Не         | Да        |
| 2010   | Црни лабуд        | Да      | Не         | Не        |
| 2014   | Ноје              | Да      | Да         | Да        |
| 2017   | Мајка!            | Да      | Да         | Не        |
| 2022   | Кит               | Да      | Не         | Да        |